# Anne Holck
Anne Holck, född 7 december 1602, Tryggevælde, död 5 juni 1660 på Stensgaard, Langeland, var en dansk adelsdam. Hon blev berömd för sitt försvar av Langeland mot svenskarna under Karl X Gustavs andra danska krig 1659.
Hon var dotter till den danske adelsmannen Ditlev Holck och gifte sig 2 november 1623 med adelsmannen Vincents Steensen til Stensgaard paa Langeland. År 1659 avled maken till följa av skador i strid mot ett svenskt anfall, och därefter ledde hon själv försvaret av Langeland mot svenskarna i april samma år. Hon besegrades och tillfångatogs av svenskarna och sattes i husarrest på sin gård. Enligt legenden bands hon av svenskarna fast vid hundhuset med en kedja, men hon gav en signal till en piga, som lockade ned svenskarna i en vinkällare, där de dödades av gårdsfolk och bönder.